# Giovanni Agnelli senior

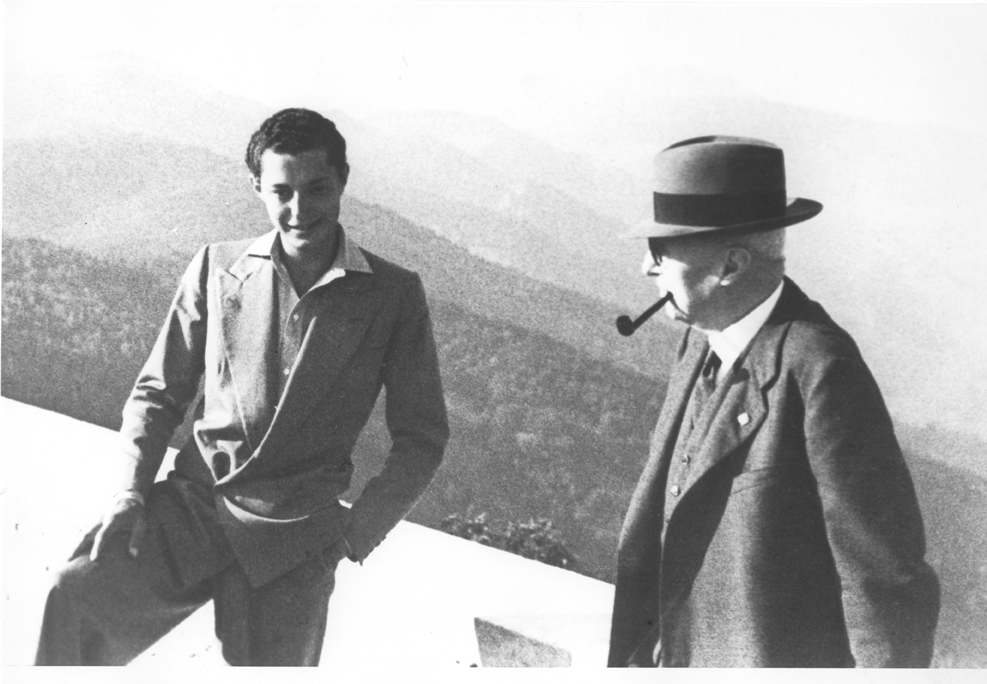
Gianni Agnelli und Giovanni Agnelli (Senior), 1940

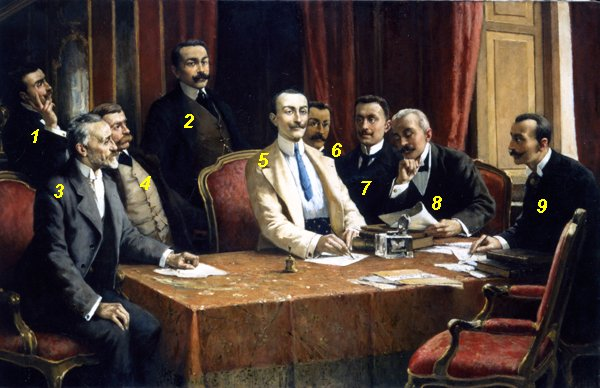
Die FIAT-Gründer: 1. Luigi Damevino, 2. Cesare Goria Gatti, 3. Roberto Biscaretti di Ruffia, 4. Carlo Racca, 5. Emanuele Cacherano di Bricherasio, 6. Michele Ceriana Mayneri, 7. Giovanni Agnelli, 8. Lodovico Scarfiotti, 9. Alfonso Ferrero

Giovanni Agnelli (* 13. August 1866 in Villar Perosa; † 16. Dezember 1945 in Turin) war ein italienischer Unternehmer. Er gehörte zu den neun Gründungsmitgliedern des Automobilkonzerns Fiat.

## Leben
Giovanni Agnelli war der einzige Sohn von Edoardo Agnelli senior, einem angesehenen Landwirt und norditalienischen Großgrundbesitzer in der Umgebung von Villar Perosa, und Aniceta Frisetti. Nach der Schule besuchte er von 1884 bis 1886 die Militärschule in Modena und verließ sie als Leutnant der italienischen Kavallerie. Kurz danach heiratete er Clara Boselli. Am 2. Januar 1892 wurde sein Sohn Edoardo Agnelli geboren.

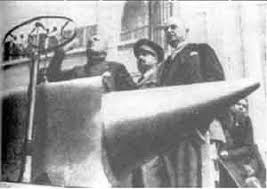
Mussolini bei Fiat mit Agnelli bei einer Arbeiterkundgebung im Jahr 1932

Er erkannte schon sehr früh die Bedeutung des Autos und nahm das Phönix-Modell von Daimler von 1898 als Vorlage für seine Überlegungen, Autos zu produzieren. Am 11. Juli 1899 gründete er mit acht weiteren Personen die Fabbrica Italiana Automobili Torino (FIAT). 1900 wurde er leitender Direktor (Amministratore Delegato) des Automobilunternehmens. Agnelli, wurde 1906 Mehrheitsaktionär von Fiat, was den Beginn einer langen Verbindung zwischen der Familie und der politischen und wirtschaftlichen Macht Italiens markierte. Kurz darauf wurde er in einen Finanzskandal verwickelt: 1908 wurde er wegen Aktienmanipulationen, falscher Buchführung und Spekulationsmanövern verklagt, die schwerwiegende Störungen auf dem Aktienmarkt verursacht hatten. Trotz der schwerwiegenden Anschuldigungen, die auch durch ein Gerichtsgutachten bestätigt wurden, profitierte Agnelli von der politischen Unterstützung des damaligen Regierungschefs Giovanni Giolitti und des Justizministers Vittorio Emanuele Orlando, die im Namen der wirtschaftlichen Stabilität zum Schutz des Industriellen intervenierten. Nach einer langen Reihe von Aufschüben und Verteidigungsmanövern wurde Agnelli 1912 freigesprochen.
Während des Ersten Weltkriegs erhielt Fiat dank der Unterstützung der Regierung wichtige Militäraufträge und expandierte schnell. In jenen Jahren wurde Turin zum Kriegsgebiet erklärt, die Arbeiter militarisiert und die Gewerkschaftsrechte ausgesetzt. Dies ermöglichte es Fiat, sich zu einem der größten Industrieunternehmen Europas zu entwickeln, das fest in der Hand der Familie Agnelli war. In jenen Jahren wurde die berühmte „Lingotto“-Fabrik gegründet, in der das erste italienische Fließband eingerichtet wurde, inspiriert von der Ford-Fabrik, die der Unternehmer in jenen Jahren in den Vereinigten Staaten besucht hatte.
Zeitweise war FIAT das modernste Autowerk in Europa mit 50.000 Mitarbeitern. Es hatte sogar eine Teststrecke auf dem Dach des Hauptgebäudes. Damit seine Autos auf Kredit gekauft werden konnten, gründete er eine eigene Bank und erreichte damit großen Erfolg. FIAT, unter der Leitung von Agnelli, erhielt während des Ersten Weltkriegs große Militäraufträge und trug so zur industriellen Entwicklung Italiens und zur Stärkung des Regimes durch die Kriegsproduktion bei.
Die industrie- und finanzpolitische Unterstützung Agnellis war nach Ansicht vieler Historiker entscheidend für die Konsolidierung des Faschismus und das Wachstum von FIAT selbst. FIAT erhielt unter Agnellis Führung umfangreiche militärische Aufträge von der faschistischen Regierung und trug so zur industriellen Entwicklung Turins und zur Stärkung der wirtschaftlichen Macht der Agnellis bei. Dies war auch der Unterdrückung der Arbeiterkämpfe und der Militarisierung der Turiner Werke zu verdanken, die den Verlust des gewerkschaftlichen Schutzes der Arbeiter zur Folge hatte.
Giovanni Agnelli unterstützte die Bildung der Mussolini-Regierung im Jahr 1922 und trat nach Mussolinis Machtergreifung in die Nationale Faschistische Partei ein, um auf „Anraten“ des Präfekten von Turin die Beziehungen zwischen FIAT und dem Regime zu festigen. 1923 wurde Giovanni Agnelli auf Lebenszeit zum Mitglied des Senats des Italienischen Reichs (Senato del Regno) ernannt, ein Zeichen für seine engen Beziehungen zum Regime. Quellen berichten, dass Agnelli eine opportunistische Strategie verfolgte: „Antifaschist in Turin“, um den Anschein guter Beziehungen zu den lokalen Arbeiterkräften zu wahren, aber „Faschist in Rom“, um Gefälligkeiten und Aufträge von der Zentralregierung zu erhalten.
Im Sommer 1945 wurde er wegen Kollaboration mit den Deutschen und den Faschisten angeklagt und durfte das Werksgelände nicht mehr betreten. Vier Tage nach seinem Tod wurde bekannt, dass die Beschlagnahmung rückgängig gemacht wurde und das Werk wieder an die Familie zurückgegeben wurde.
Von 1895 bis zu seinem Tod 1945 war Giovanni Agnelli Bürgermeister von Villar Perosa. Er starb im 80. Lebensjahr an einer Lungenentzündung. Er erhielt verschiedene Auszeichnungen, darunter Großoffizier des Ritterordens der hl. Mauritius und Lazarus (1921) und Großkomtur des Ordens der Krone von Italien (1932).